# Keldeo
Keldeo (ケルディオ, Kerudio) és una de les espècies de Pokémon que apareixen a la franquícia Pokémon, una sèrie de videojocs. És de tipus aigua i tipus lluita. Es tracta d'un dels protagonistes de la pel·lícula Pokémon the Movie: Kyurem vs. the Sword of Justice. En els videojocs, és un dels Pokémon que tenen múltiples formes.